# Bellesguard
La casa Figueras, meglio conosciuta come Bellesguard (Bella vista in catalano), è stata progettata da Antoni Gaudí e costruita tra il 1900 e il 1909 a Barcellona ai piedi della catena montuosa di Collserola.
Sorge nello stesso luogo in cui si trovava un antico castello costruito dall'ultimo re della dinastia catalana, Martino I di Aragona, che l'aveva utilizzato come residenza estiva nel 1410. A ciò si ispirò Gaudí, che utilizzò i pochi resti per costruire la nuova Bellesguard.
L'edificio, costruito in mattoni e pietra, si sviluppa più in verticale che orizzontalmente, anche grazie alla torre coronata con la croce a quattro braccia tipica di Gaudí. Il tetto con i suoi archi di mattoni sono una dimostrazione dell'esperienza di Gaudì nell'uso di questo materiale, come si può vedere ne La Pedrera e nel Collegio Teresiano.
Bellesguard è stata dichiarata Bene di Interesse Nazionale il 24 luglio 1969.
Nel maggio 2008 sono state notate delle fessure sulla croce, poi riscontrate anche in altre parti dell'edificio. Per questo motivo i tecnici hanno proceduto alla rimozione della croce, al fine di rafforzare il pinnacolo e scongiurare il rischio di futuri crolli.
La casa è di proprietà della famiglia Guilera dal 1944. La famiglia, che in passato consentiva di visitare solo i giardini della proprietà, dal settembre 2013 permette di visitare anche l'interno dell'edificio esclusi gli alloggi privati.